# Charles Schuchert
Charles Schuchert (Cincinnati, 3 de julho de 1858 – New Haven, 20 de novembro de 1942) foi um paleontologista dos invertebrados estadunidense. Destacou-se no desenvolvimento da paleogeografia, o estudo da distribuição de terras e mares no passado geológico.

## Obras
- Synopsis of American Brachiopoda (1897)
- Paleogeography of North America" (1910)
- Revision of Paleozoic Stelleroida, with Special Reference to North American Asteroida (1915)
- Textbook of Geology (1924)
- Historical Geology of North America (Três volumes - 1935-1943)